# Church Institute & Club

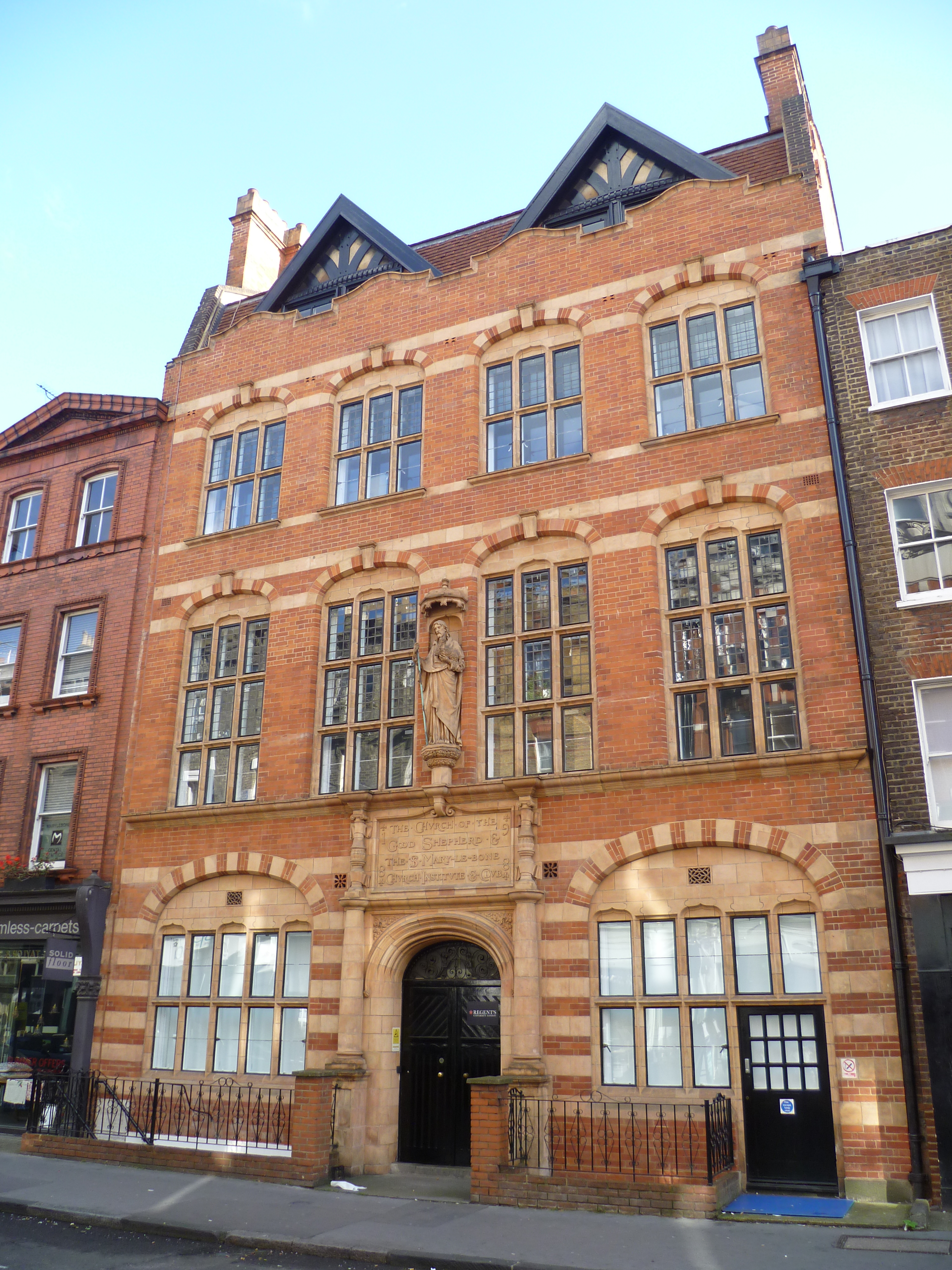
The Church Institute & Club

A Igreja do Bom Pastor e o Instituto e Clube da Igreja de St. Marylebone é um edifício listado como grau II na Paddington Street, na cidade de Westminster, em Inglaterra.